# Casanova (Còrsega)
Casanova (en cors Casanova) és un municipi francès, situat a la regió de Còrsega, al departament d'Alta Còrsega. L'any 2006 tenia 304 habitants.

## Demografia
| 1962 | 1968 | 1975 | 1982 | 1990 | 1999 |
| ---- | ---- | ---- | ---- | ---- | ---- |
| 114  | 121  | 125  | 128  | 195  | 264  |

## Administració
| Període | Identitat      | Partit | Qualitat |  |
| ------- | -------------- | ------ | -------- |  |
| 2001-   | Thierry Cambon |        |          |  |